# Bodas por encargo
Bodas por encargo es una comedia romántica dirigida por Nisha Ganatra.

## Argumento
La historia se centra en Pippa McGee (Heather Graham) quien se encuentra en el camino de los 29 a los 30, una etapa en la que comienza a madurar y comienza su búsqueda del verdadero amor.
Pippa es una liberal escritora de viajes que tras su vuelta a casa por la boda de una amiga, se encuentra dirigiendo la revista de bodas de su padre tras un infarto al corazón de este. Durante este proceso, Pippa no sólo tendrá que dirigir la revista de su padre "Campanas de Boda" sino que también tendrá que deshacerse de todos los buitres hambrientos que intentan hacerse con el control de todas las compañías que maneja el padre de Pippa.
Pippa y su padre nunca se han relacionado mucho desde la muerte de su madre hace unos años, además, Pippa, se debate entre el amor de la mano derecha de su padre, Ian (David Sutcliffe), y el fotógrafo de la revista Hermingway Jones (Taye Diggs).
El argumento se completa con las amistades de Pippa, Lulu (Sandra Oh), Jane (Sarah Chalke) y Rachel (Sabrina Grdevich), que la ayudan tanto en su vida sentimental y su moral como en su vida profesional, para poder llevar por buen camino la revista.

## Ficha artística
- Heather Graham como Pippa McGee.
- David Sutcliffe como Ian.
- Sarah Chalke como Jane.
- Frank Chiesurin como Chad.
- Taye Diggs como Hemingway Jones.
- Sabrina Grdevich como Rachel.
- Cheryl Hines como Roxanne.
- John Higgins como Billy.
- Kate Kelton como Tralee.
- Ken Murton como Lee.
- Reagan Pasternak como Sydney.
- Keram Malicki-Sanchez como Frank.
- Sandra Oh como Lulu.